# Moeraskers
De moeraskers (Rorippa palustris, synoniem: Rorippa islandica) is een in West- en Midden-Europa algemeen voorkomende eenjarige of zelden meerjarige plant uit de kruisbloemenfamilie (Brassicaceae). De moeraskers groeit op natte tot vochtige standplaatsen, met een stikstofhoudende bodem.
De Nederlandse naam moeraskers komt overeen met de soortaanduiding palustris, die moeras betekent. 
De plant wordt 20-60 cm hoog. De rechtopstijgende stengel groeit uit een penwortel en is in het bovenste deel vaak vertakt. De stengel is kantig en kaal, al kan het onderste deel kortbehaard zijn.
De bloemen hebben vier 2-3 mm grote, bleekgele kroonblaadjes. De kelkbladen zijn even lang als de kroonbladen. De bloeiperiode loopt van juni tot september en oktober.
De onderste bladeren zijn gesteeld. De bladen zijn veerdelig tot veerspletig en hebben een grote eindslip.

## Ecologie
De soort is waardplant voor de larven van het oranjetipje (Anthocharis cardamines) en het klein geaderd witje (Pieris napi).